# 河野佳
河野 佳（かわの けい、2001年8月23日 - ）は、兵庫県加古川市出身のプロ野球選手（投手）。右投右打。広島東洋カープ所属。

## 経歴

### プロ入り前
加古川市立神野小学校3年の時に、神野スターズでソフトボールを始める。5年の時に広島市立大州小学校に転校するが、中学進学までは同チームでソフトボールのプレーを続けていた。ポジションは捕手だった。
広島市立大州中学校に進学すると、広島南シニアで硬式野球を始める。硬式野球でも捕手を務めていたが、2年の時に肩の強さを見込まれて投手に転向。
中学卒業後は広陵高校に進学。入学当初の河野は、球速が120キロ程度に留まり制球力もなかったことから、中井哲之監督から2度の野手転向を命じられていた。2年秋にエース投手になると、秋季中国大会準決勝の創志学園高等学校戦で西純矢との投げ合いを制して勝利。決勝の米子東戦も勝利し第49回明治神宮野球大会に出場。翌年の第91回選抜高等学校野球大会1回戦では、伊藤大将を擁する八戸学院光星高等学校相手に3安打完封を記録する。しかし続く2回戦は、石川昂弥を擁する東邦高等学校（優勝校）に大量失点して敗戦した。同年夏は広島大会準決勝で、広島県立広島商業高等学校相手に河野を含む4人の投手が計13失点して敗戦。同級生に髙太一（後に広島でもチームメイト）、石原勇輝がおり、1学年下に宗山塁がいた。
高校卒業後は大阪ガスに入社。同社の硬式野球部に入社すると、2年目には公式戦7試合に登板し、6勝0敗、防御率0.21という好成績を残し、最多勝、最優秀防御率、社会人ベストナインの3冠を獲得した。また、第46回社会人野球日本選手権大会ではチームの2連覇に貢献し、大会MVPを獲得するなど圧倒的な成績を残した。しかし、3年目の春に扁桃膿瘍を発症するとコンディション不良が続くようになり、7月の都市対抗野球大会では1回戦のJR東日本戦で1イニング3本塁打を打たれるなど、本来のピッチングができない状態が続いていた。その後、喉の手術を受けて調整を行い、ストレートの球速が常時140km/h台後半を記録するまで調子を取り戻したものの、前年までの成績を残すまでには至らなかった。
同年10月20日のドラフト会議では、広島東洋カープから5位指名を受けた。担当スカウトは鞘師智也。
10月31日、日本選手権大会敗退後の河野へのインタビューで、「上位指名が目標だった。プロへの思いはすごく強いが今後、会社としっかり話したい」とプロ入りの明言を避けるような発言をしたことから、一時は入団拒否の可能性が報道されていた。しかし、この河野の発言はインタビュー時点でまだ何も大阪ガス側と話し合っていなかったことから出たもので、河野本人はドラフト前からプロ入りに前向きな姿勢だった。その後、11月16日に神戸市内で入団交渉を行い、契約金4000万円、年俸700万円で仮契約を結んだ。背番号は46。

### 広島時代
2023年、オープン戦で6登板6イニング1失点と安定した投球を見せ、広島の新人選手で唯一の開幕一軍入り。開幕戦となった3月31日の対ヤクルト戦（神宮球場）で、先発大瀬良大地の後を受け6回裏2点ビハインドの場面でプロ初登板。先頭打者のオスナに本塁打を喫し、1回1安打（1本塁打）自責点1のデビューとなった。その後3試合の登板を経て4月21日に二軍降格、一軍再昇格後の6月18日対西武戦（マツダ）でプロ初先発、初回に援護点を貰うも5回4安打5失点と逆転を許し、プロ初黒星を喫する。その後も二軍降格と一軍昇格を繰り返し、ルーキーイヤーは一軍8登板1先発、0勝1敗、防御率9.49。
2024年も開幕一軍を勝ち取り、開幕2戦目となった3月30日の対DeNA戦（横浜スタジアム）にて初回に危険球退場した先発黒原拓未の後を受け緊急登板、3回7安打3失点。4月2日に二軍降格したが、ウエスタン・リーグ8試合に登板し防御率0.00と好成績を見せ、5月18日に一軍再昇格。5月25日の対DeNA戦（横浜スタジアム）において3点リードの延長12回裏に9番手で登板、1回1安打3奪三振無失点で抑え、プロ初セーブを記録した。

## 選手としての特徴
最速151km/h（社会人時代）のストレートとカットボール、スライダー、フォーク、カーブを操る本格派右腕。

## 人物
- 目標は広島東洋カープOBの黒田博樹[22][23]。
- 2016年に広島東洋カープが優勝した際に行ったパレードを、友人と一緒に見に行ったことがある[24]。

## 詳細情報

### 年度別投手成績
| 年 度     | 球 団     | 登 板 | 先 発 | 完 投 | 完 封 | 無 四 球 | 勝 利 | 敗 戦 | セ 丨 ブ | ホ 丨 ル ド | 勝 率 | 打 者 | 投 球 回 | 被 安 打 | 被 本 塁 打 | 与 四 球 | 敬 遠 | 与 死 球 | 奪 三 振 | 暴 投 | ボ 丨 ク | 失 点 | 自 責 点 | 防 御 率 | W H I P |
| --------- | --------- | ----- | ----- | ----- | ----- | -------- | ----- | ----- | -------- | ----------- | ----- | ----- | -------- | -------- | ----------- | -------- | ----- | -------- | -------- | ----- | -------- | ----- | -------- | -------- | ------- |
| 2023      | 広島      | 8     | 1     | 0     | 0     | 0        | 0     | 1     | 0        | 0           | .000  | 60    | 12.1     | 19       | 6           | 5        | 0     | 1        | 11       | 2     | 0        | 13    | 13       | 9.49     | 1.95    |
| 2024      | 広島      | 13    | 0     | 0     | 0     | 0        | 0     | 0     | 1        | 0           | .000  | 72    | 16.2     | 20       | 1           | 4        | 0     | 1        | 17       | 0     | 0        | 4     | 4        | 2.16     | 1.44    |
| 通算：2年 | 通算：2年 | 21    | 1     | 0     | 0     | 0        | 0     | 1     | 1        | 0           | .000  | 132   | 28.3     | 39       | 7           | 9        | 0     | 2        | 28       | 2     | 0        | 17    | 17       | 5.28     | 1.66    |

- 2024年度シーズン終了時

### 年度別守備成績
| 年 度 | 球 団 | 投手  | 投手  | 投手  | 投手  | 投手  | 投手     |
| 年 度 | 球 団 | 試 合 | 刺 殺 | 補 殺 | 失 策 | 併 殺 | 守 備 率 |
| ----- | ----- | ----- | ----- | ----- | ----- | ----- | -------- |
| 2023  | 広島  | 8     | 0     | 0     | 0     | 0     | ----     |
| 2024  | 広島  | 13    | 1     | 0     | 0     | 0     | 1.000    |
| 通算  | 通算  | 21    | 1     | 0     | 0     | 0     | 1.000    |

- 2024年度シーズン終了時

### 記録
初記録
投手記録
- 初登板：2023年3月31日、対東京ヤクルトスワローズ1回戦（明治神宮野球場）、6回裏に2番手で救援登板、1回1失点
- 初奪三振：2023年4月15日、対東京ヤクルトスワローズ5回戦（MAZDA Zoom-Zoom スタジアム広島）、6回表に赤羽由紘から空振り三振
- 初先発登板：2023年6月18日、対埼玉西武ライオンズ3回戦（MAZDA Zoom-Zoom スタジアム広島）、5回5失点で敗戦投手[25]
- 初セーブ：2024年5月25日、対横浜DeNAベイスターズ10回戦（横浜スタジアム）、12回裏に9番手で救援登板・完了、1回無失点

打撃記録
- 初打席：2023年6月18日、対埼玉西武ライオンズ3回戦（MAZDA Zoom-Zoom スタジアム広島）、2回裏に平良海馬から一ゴロ

その他の記録
- 初登板で対戦した第1打者に被本塁打：2023年3月31日、対東京ヤクルトスワローズ1回戦（明治神宮野球場）、6回裏にホセ・オスナに中越ソロ ※史上81人目

### 背番号
- 46（2023年 - ）